# Pandit Todarmal
Pandit Todarmal appelé aussi Todaramal est un professeur et écrivain de théologie concernant le jaïnisme dans la branche digambara. Il vécut dans la première moitié du XVIIIe siècle, et est né à Jaipur dans le Rajasthan, en Inde. Il a écrit de nombreux commentaires en hindi sur les principes digambaras notamment sur la nature du jiva, l'âme des êtres vivants, ainsi que sur les quatorze étapes de la vie spirituelle, les gunasthanas. Il a aussi disserté sur la foi fausse. Son fils Gumaniram a créé une secte jaïne radicale connue sous le nom de Guman Panth.